# William A. Massey
William A. Massey (Trumbull megye, 1856. október 7. – Nevada, 1914. március 5.) az Amerikai Egyesült Államok szenátora (Nevada, 1912–1913).